# Klaus F. Wagner
Klaus F. Wagner (* 2. Dezember 1921; † 8. März 2004 in Usingen) war ein deutscher Verleger, Herausgeber des Usinger Anzeigers, Autor und Pressefunktionär.

## Leben
Klaus Wagner war der Sohn des Verlegers Richard Wagner und übernahm von diesem in dritter Generation Druckerei und Verlag des am 1. August 1866 gegründeten Usinger Anzeigers. 1960 bis 1991 gehörte er dem Vorstand des Verbandes hessischer Zeitungsverleger an. Den 1967 in Bonn gegründetem Verband der Lokalpresse führte er zwölf Jahre als Präsident und wurde danach als Ehrenpräsident gewählt. Bis zum Jahr 1995 gehörte er dem Verbandsvorstand an. Von 1969 bis 1990 führte er die Geschäfte der Redaktionsgemeinschaft deutscher Heimatzeitungen.
Klaus F. Wagner war Gründer des Walkmühlenverlags, der heimatkundliche Werke verlegt. Langjährig war er Aufsichtsratsvorsitzender der Volksbank Usinger Land. Zudem war er 1976  Gründungsmitglied und erster Vorsitzender des Geschichtsvereins Usingen.
2003 übergab er einen großen Teil seines Archivs an die Stadt Usingen. Im Jahr 2004 starb Wagner nach langer, schwerer Krankheit.

## Schriften
- Geliebtes Usinger Land – Geschichten und Erzählungen unserer Heimat, 1982
- So war es…, 1986
- Rundgang durch das alte Usingen, 1990
- Das ist Usingen, 1994
- Usingen im Taunus – Mittelpunkt des Usinger Landes, 1994

## Ehrungen
Klaus Wagner erhielt
- 1993 den Saalburgpreis des Hochtaunuskreises
- 1976 das Bundesverdienstkreuz I. Klasse
- den Ehrenbrief des Landes Hessen
- die Auszeichnung in Gold der IHK Frankfurt am Main für langjährige Mitgliedschaft in der Vollversammlung